# 砂棲三鰭鰨
砂棲三鰭鰨為輻鰭魚綱鰈形目鰨亞目無臂鰨科的其中一種，分布於西大西洋區，從美國佛羅里達州至委內瑞拉半鹹水及海域，體長可達15公分，棲息在潟湖、河口區、海灣底層水域，以底棲生物為食，生活習性不明。

## 扩展阅读
維基物種上的相關：砂棲三鰭鰨